# Île de la Pointe
L'île de la Pointe, est une petite île du golfe du Morbihan appartenant administrativement à la commune de Saint-Armel en France.